# Chinesisches Amt für Meteorologie

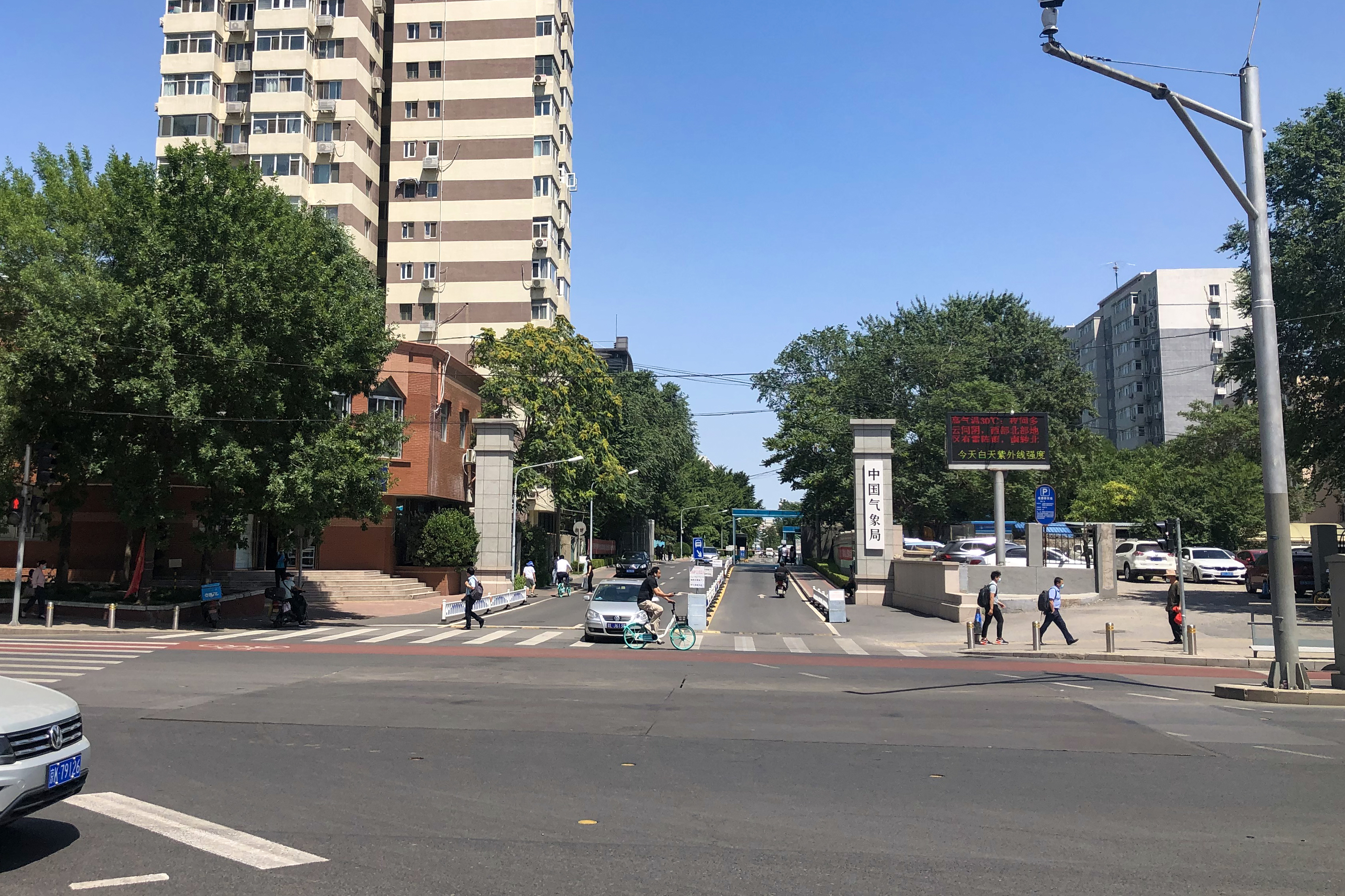
Hauptverwaltung des Chinesischen Amts für Meteorologie in Peking

Das Chinesische Amt für Meteorologie (chinesisch 中國氣象局 / 中国气象局, Pinyin Zhōngguó Qìxiàngjú), wegen der englischen Bezeichnung China Meteorological Administration im Ausland oft „CMA“ abgekürzt, ist der staatliche Wetterdienst der Volksrepublik China. Das Hauptbüro des Amtes befindet sich im Hochtechnologiebezirk Zhongguancun des Stadtbezirks Haidian im Norden von Peking. Leiter der Behörde mit landesweit 56.600 festangestellten Mitarbeitern sowie 14.400 Vertragsmitarbeitern (Stand 2019) ist seit Januar 2021 der Atmosphärenphysiker Zhuang Guotai (庄国泰, * 1962).

## Geschichte
Das Amt für Meteorologie geht auf das am 8. Dezember 1949 gegründete Büro für Meteorologie der Volksrevolutionären Militärkommission der Zentralen Volksregierung (中央人民政府人民革命军事委员会气象局) zurück. Als erste Einrichtung der Dienststelle wurde am 1. März 1950 das Zentrale Meteorologische Observatorium (中央气象台) in Peking gegründet, das für die konkreten Wettervorhersagen zuständig war und später die Keimzelle der Chinesischen Akademie für Meteorologie wurde.
Am 27. November 1950 gründete das Meteorologische Observatorium zusammen mit dem Institut für Geophysik der Chinesischen Akademie der Wissenschaften, das im April 1950 aus dem Meteorologischen Institut der Academia Sinica hervorgegangen war,
ein Gemeinsames Wettervorhersagezentrum (联合天气预报中心).
Angesichts der Bedeutung, die die Wettervorhersage für den Wiederaufbau der im Bürgerkrieg völlig zerstörten Infrastruktur des Landes hatte, wurde das Büro für Meteorologie am 1. August 1953 auf Anordnung von Mao Zedong, damals Vorsitzender der Zentralen Volksregierung, und Premierminister Zhou Enlai aus der Zuständigkeit der Militärkommission herausgelöst und dem Kabinett der Zentralen Volksregierung (中央人民政府政务院) unterstellt, das am 15. September 1954 in den Staatsrat der Volksrepublik China überging. Der Name der Behörde lautete nun „Zentrales Amt für Meteorologie“ (中央气象局). Auch die meteorologischen Observatorien und Wetterämter in den Regierungsbezirken wurden aus der Zuständigkeit der Volksbefreiungsarmee herausgelöst und den örtlichen Regierungen unterstellt. 1955 wurde in Peking die Meteorologische Berufsschule (气象专业学校) gegründet, die erste derartige Einrichtung Chinas.
Am 1. Juni 1956 wurden erstmals in Zeitungen und im Radio Wettervorhersagen für die Zivilbevölkerung veröffentlicht.
Die Dezentralisierung, die ab März 1958 nicht nur bei der Meteorologie, sondern in allen Bereichen vorangetrieben wurde,
stellte sich im weiteren Verlauf als schwerer Fehler heraus. Bei einem Land von der Größe Chinas benötigt man zahlreiche, über die Fläche verteilte Beobachtungsstationen, um halbwegs zuverlässige Wettervorhersagen machen zu können. Die Stationen müssen ihre Daten aber nach einem einheitlichen Standard ermitteln und an die Zentrale weitermelden,
wofür das Amt für Meteorologie über ein eigenes Fernmeldenetz verfügte.
Zu den technologischen Problemen gesellte sich in der anfänglichen Euphorie des Großen Sprungs nach vorn menschliches Versagen. Die örtlichen Regierungen, die nun über Etat und Personalpolitik der meteorologischen Observatorien bestimmten, stellten immer mehr, oft nicht ausreichend qualifizierte Mitarbeiter ein, was insbesondere während der Dürrejahre 1959–1961 schwerwiegende Konsequenzen hatte. Bis zum Beginn der Kulturrevolution 1966 hatte sich der Personalstand der örtlichen Observatorien im Vergleich zu 1958 verdoppelt, bei einigen Beobachtungsstationen war er von 7–8 Personen auf über 20 angewachsen, die Mehrheit davon nicht Meteorologen, sondern Verwaltungspersonal.

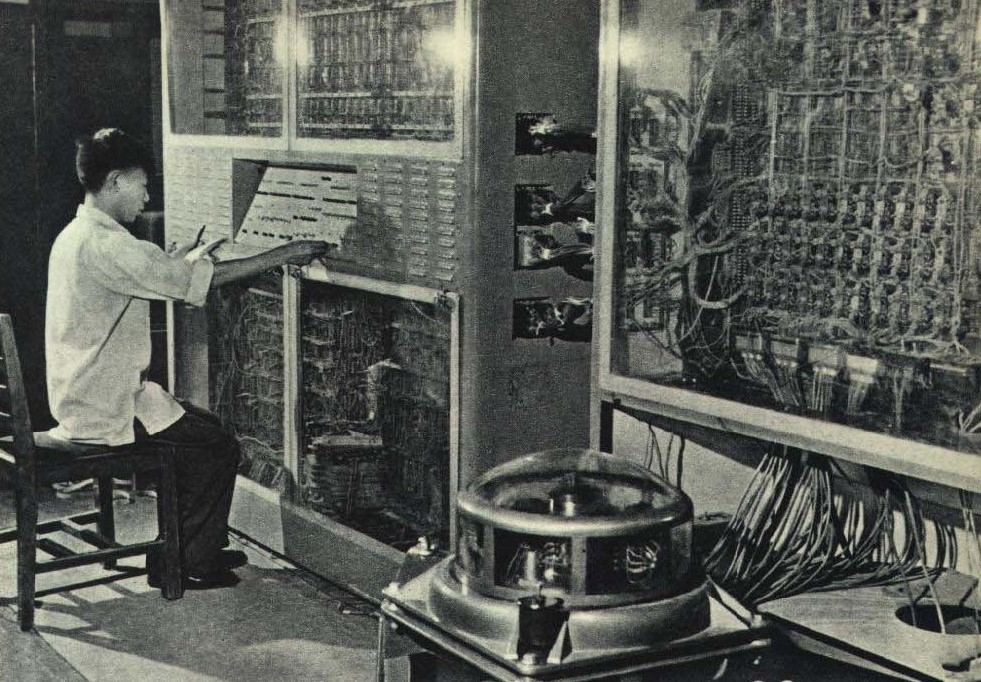
Ein örtliches meteorologisches Observatorium im Jahr 1963.

Die Zentralregierung und die KPCh hatten 1958 bewusst die Kontrolle über die örtlichen Verwaltungsebenen aufgegeben weil man in einer gewissen ideologischen Verblendung davon ausging, dass die Volksmassen bei einer Graswurzelbewegung immer das Richtige tun würden. Bereits Anfang 1959 wiesen höherrangige Kader auf Provinzebene, wie zum Beispiel Tao Zhu in Guangdong, darauf hin, dass das nicht wie erwartet funktionierte.
Als die rund 350 meteorologischen Observatorien in den Provinzen 1959–1961 weitgehend normale Regenfälle meldeten – damals gab es noch keine Erdbeobachtungssatelliten mit denen die Angaben hätten zentral überprüft werden können – war dies einer der Faktoren, die zu einer hungerbedingten Übersterblichkeit von 20 Millionen Menschen in jenen drei Jahren beitrugen.
Im Laufe des Jahres 1969 eskalierten nach dem Zwischenfall am Ussuri die Spannungen mit der Sowjetunion, und nachdem letztere im September 1969 einen nuklearen Erstschlag erwogen hatte, musste Verteidigungsminister Lin Biao davon ausgehen, dass es zu einem Krieg kommen würde.
Nun benötigten vor allem Luftwaffe und Marine, aber auch das Heer der Volksrepublik China präzise Wettervorhersagen. Am 4. Dezember 1969 gaben Staatsrat und Zentrale Militärkommission eine Bekanntmachung heraus, dass das Zentrale Amt für Meteorologie mit dem Meteorologischen Büro des Generalstabs zusammengelegt werden würde.
Am 2. Januar 1970 wurde die Vereinigung offiziell vollzogen. Als Name der neuen Behörde wurde „Zentrales Amt für Meteorologie“ beibehalten, aber sämtliche Dienststellen wurden nun von den Einheiten der Volksbefreiungsarmee und den Revolutionskomitees (革命委员会) der jeweiligen Ebene (Peking, Provinz, Bezirk) gemeinsam beaufsichtigt, die ab 1967 die Lokalregierungen ersetzt hatten. Dies war nur einer von zahlreichen Schritten in der von Lin Biao vorangetriebenen Militarisierung des Landes. So wurde zum Beispiel am 1. Juli 1971, nur ein Jahr nach dem Start von Chinas erstem Satelliten Dong Fang Hong I, das Nationale Zentrum für Satellitenmeteorologie gegründet.
Bereits im März 1970 begann Mao Zedong jedoch die Position seines einstigen designierten Nachfolgers zu unterminieren, eine Kampagne, die auch nach Lins Tod am 13. September 1971 – nun gerichtet gegen hochrangige Generäle – fortgesetzt wurde.
Am 6. März 1973 billigte schließlich das Zentralkomitee der Kommunistischen Partei Chinas einen Vorschlag von Staatsrat und Zentraler Militärkommission, das Zentrale Amt für Meteorologie vom Generalstab zu trennen und dem Staatsrat zu unterstellen; der Generalstab sollte wieder ein eigenes meteorologisches Büro erhalten. Die Dienststellen des Amts für Meteorologie auf Provinzebene und darunter sollten den örtlichen Revolutionskomitees unterstellt werden. Am 23. Mai 1973 wurde die Trennung vollzogen.
Damit war man nun wieder so weit wie beim Großen Sprung nach vorn. Die alten Probleme tauchten wieder auf, und nach dem Beginn der Reform- und Öffnungspolitik 1978 kamen noch steigende Personalkosten hinzu. Im Jahr 1980 musste das Amt für Meteorologie 53 % seines Etats für Löhne und Gehälter ausgeben. Dies führte vor allem im Westen des Landes dazu, dass einige Observatorien ihre laufenden Ausgaben nicht mehr decken konnten. Durch eine mangelnde zentrale Kontrolle waren in einigen Observatorien Instrumente doppelt vorhanden, während sie in anderen fehlten. Bereits im Mai 1979 hatte das Zentrale Amt für Meteorologie fünf Probleme identifiziert:
- Die Wettervorhersagen entsprachen nicht den Bedürfnissen der Wirtschaft
- Die Arbeitsabläufe in den Observatorien waren nicht dazu geeignet, korrekte Wettervorhersagen zu erstellen
- Die technische Ausstattung der Observatorien genügte nicht, um korrekte Arbeitsabläufe zu gewährleisten
- Die Verwaltungsstrukturen in den Observatorien passten nicht zu den Anforderungen einer modernen Meteorologie
- Logistik und Wartung konnten nicht mit der technischen Entwicklung Schritt halten

Im Dezember 1979 fand daraufhin eine Konferenz mit Vertretern der Observatorien aller Provinzen statt. Man stimmte überein, dass die dezentrale Arbeitsweise den Anforderungen an eine moderne Meteorologie nicht gerecht werden konnte. Die Delegierten forderten eine zentrale Führung; in der Interaktion mit den örtlichen Regierungen sollte der Primat der Wetterämter sichergestellt sein. Im März 1980 reichte das Amt für Meteorologie beim Staatsrat einen diesbezüglichen „Bericht mit der Bitte um Anweisung betreffs einer Reform der Verwaltungsstrukturen bei den meteorologischen Dienststellen“ (关于改革气象部门管理体制的请示报告) ein.
Nach Prüfung des Berichts leitete ihn der Staatsrat am 17. Mai 1980 an die Provinzregierungen weiter und erteilte die Anweisung, entsprechend den Vorschlägen des Amts für Meteorologie zu verfahren. Die Umorganisation begann in der zweiten Jahreshälfte 1980 und dauerte zwei Jahre. Am 24. April 1982 wurde das Zentrale Amt für Meteorologie in „Nationales Amt für Meteorologie“ (国家气象局) umbenannt
und im Oktober 1982 die erste Stufe der Reform für beendet erklärt. In jeder Provinz, Autonomen Region und regierungsunmittelbaren Stadt war ein Amt für Meteorologie eingerichtet worden, das die meteorologischen Observatorien sowie die Einrichtungen für meteorologische Forschung beaufsichtigte, die sich auf Bezirksebene und Kreisebene in seiner jeweiligen Provinz befanden, sowohl was den Betrieb der Observatorien und die Erstellung örtlicher Wettervorhersagen als auch die Finanzen und die Verwaltung betraf.
Aber auch das Amt für Meteorologie selbst reformierte sich. Spezialisten, die während der Kulturrevolution ihren Arbeitsplatz verloren hatten, wurden wieder eingestellt. Die Meteorologische Berufsschule wurde 1984 zur Meteorologischen Akademie Peking (北京气象学院) hochgestuft,
mehr als 6000 Mitarbeiterinnen und Mitarbeiter aus allen Arbeitsbereichen wurden dort in einheitlichen Schulungen fortgebildet. Auf der anderen Seite wurden 61 meteorologische Observatorien, die man für überflüssig erachtete, aufgelöst. Großgeräte wie die Wetterradar-Anlagen vom Typ 711 (Wellenlänge 3 cm, seit 1974 im Einsatz) und 713 (Wellenlänge 5 cm, seit 1979 im Einsatz)
wurden an jene Observatorien verlegt, wo sie am meisten Nutzen brachten.
Am 6. September 1988 startete schließlich Chinas erster Wettersatellit Fengyun-1A.
Die Transformation fand unter schwierigen wirtschaftlichen Bedingungen statt und lief nicht reibungslos ab. Zum einen stoppten örtliche Regierungen, nachdem man ihnen die Überwachungskompetenz entzogen hatte, die finanzielle Unterstützung der Observatorien auf ihrem Territorium, was die Aufrechterhaltung des laufenden Betriebs zusätzlich erschwerte. Auf der anderen Seite hatte das Amt für Meteorologie auch mit den Auswirkungen der Reform- und Öffnungspolitik zu kämpfen. Millionen von gebildeten jungen Menschen, die während der Kulturrevolution aufs Land verschickt worden waren, waren im Rahmen der Boluan-Fanzheng-Kampagne (das chinesische Äquivalent zur Entnazifizierung) in die Städte zurückgekehrt und suchten Arbeit. Gleichzeitig drängten im Rahmen derselben Kampagne rehabilitierte Akademiker und Parteikader auf den Arbeitsmarkt, während Linksradikale aus der Armee entlassen wurden. In der Summe führte dies dazu, dass China bereits im April 1979 rund 20 Millionen Arbeitslose hatte.
Dazu kam noch, dass durch die Steigerung der Arbeitseffizienz in der Landwirtschaft nach der Auflösung der Volkskommunen ab 1978 viele Menschen auf dem Land arbeitslos wurden, ebenso wie durch die Schließung ineffizienter Fabriken, die ab 1965 im Rahmen der Dritten Front in abgelegenen Gegenden Zentral- und Westchinas errichtet worden waren. Das Amt für Meteorologie versuchte zwar, abgesehen von der Schließung der 61 Observatorien, betriebsbedingte Kündigungen zu vermeiden, aber für die Familienangehörigen der Angestellten in den Einrichtungen auf dem Land war es oft nicht mehr möglich, Arbeit zu finden. Dies führte zu internem Widerstand gegen den Reformprozess.
Die Bedenken der Angestellten wurden von der Behördenleitung ernst genommen. Im Januar 1990 wurde eine Arbeitsgruppe eingerichtet,
die umfangreiche Befragungen durchführte, in deren Ergebnis beim Staatsrat ein Bericht mit sechs Verbesserungsvorschlägen eingereicht wurde. Am 2. Mai 1992 erließ der Staatsrat daraufhin das „Rundschreiben betreffs der weiteren Stärkung der meteorologischen Arbeit“ (国务院关于进一步加强气象工作的通知). In diesem, intern als „Dokument Nr. 25“ (25号文件) bekannten Rundschreiben wurde die doppelte Zuständigkeit von Amt und örtlichen Regierungen mit dem Primat der Meteorologen bestätigt, gleichzeitig aber auch eine angemessene und stabile Finanzierung der örtlichen Observatorien festgeschrieben.
Am 26. April 1994 wurde dies in einem weiteren Rundschreiben bestätigt; das Nationale Amt für Meteorologie wurde im Rahmen der am 22. März 1993 vom Nationalen Volkskongress beschlossenen Kabinettsreform direkt dem Staatsrat unterstellt und erhielt seinen heutigen Namen „Chinesisches Amt für Meteorologie“.
Am 31. Oktober 1999 folgte schließlich das „Meteorologiegesetz der Volksrepublik China“ (中华人民共和国气象法), das bis heute die Grundlage für die Arbeit des Amts für Meteorologie bildet.

## Behördenleiter
|                                                                                              | Name                             | Amtszeit                            | Parteizugehörigkeit           |
| -------------------------------------------------------------------------------------------- | -------------------------------- | ----------------------------------- | ----------------------------- |
| Büro für Meteorologie der Volksrevolutionären Militärkommission der Zentralen Volksregierung |                                  |                                     |                               |
|                                                                                              | Tu Changwang (涂长望, 1906–1962) | 17. Dezember 1949 – 1. August 1953  | Gesellschaft des 3. September |
| Zentrales Amt für Meteorologie                                                               |                                  |                                     |                               |
|                                                                                              | Tu Changwang (涂长望, 1906–1962) | 1. August 1953 – 9. Juni 1962       | Gesellschaft des 3. September |
|                                                                                              | Rao Xing (饶兴, 1910–2012)       | 22. September 1962 – 2. Januar 1970 | Kommunistische Partei Chinas  |
|                                                                                              | Meng Ping (孟平, * 1923)         | 2. Januar 1970 – 6. März 1973       | Kommunistische Partei Chinas  |
|                                                                                              | Rao Xing (饶兴, 1910–2012)       | 23. Mai 1973 – 3. April 1980        | Kommunistische Partei Chinas  |
|                                                                                              | Xue Weimin (薛伟民, 1916–2013)   | 3. April 1980 – 24. April 1982      | Kommunistische Partei Chinas  |
| Nationales Amt für Meteorologie                                                              |                                  |                                     |                               |
|                                                                                              | Zou Jingmeng (邹竞蒙, 1929–1999) | 24. April 1982 – 23. Juni 1993      | Kommunistische Partei Chinas  |
| Chinesisches Amt für Meteorologie                                                            |                                  |                                     |                               |
|                                                                                              | Zou Jingmeng (邹竞蒙, 1929–1999) | 23. Juni 1993 – 30. Juli 1996       | Kommunistische Partei Chinas  |
|                                                                                              | Wen Kegang (温克刚, * 1937)      | 30. Juli 1996 – 2. Dezember 2000    | Kommunistische Partei Chinas  |
|                                                                                              | Qin Dahe (秦大河, * 1947)        | 2. Dezember 2000 – 4. April 2007    | Kommunistische Partei Chinas  |
|                                                                                              | Zheng Guoguang (郑国光, * 1959)  | 4. April 2007 – 16. Dezember 2016   | Kommunistische Partei Chinas  |
|                                                                                              | Liu Yaming (刘雅鸣, * 1957)      | 16. Dezember 2016 – 12. Januar 2021 | Kommunistische Partei Chinas  |
|                                                                                              | Zhuang Guotai (庄国泰, * 1962)   | Seit 12. Januar 2021                | Kommunistische Partei Chinas  |

## Struktur

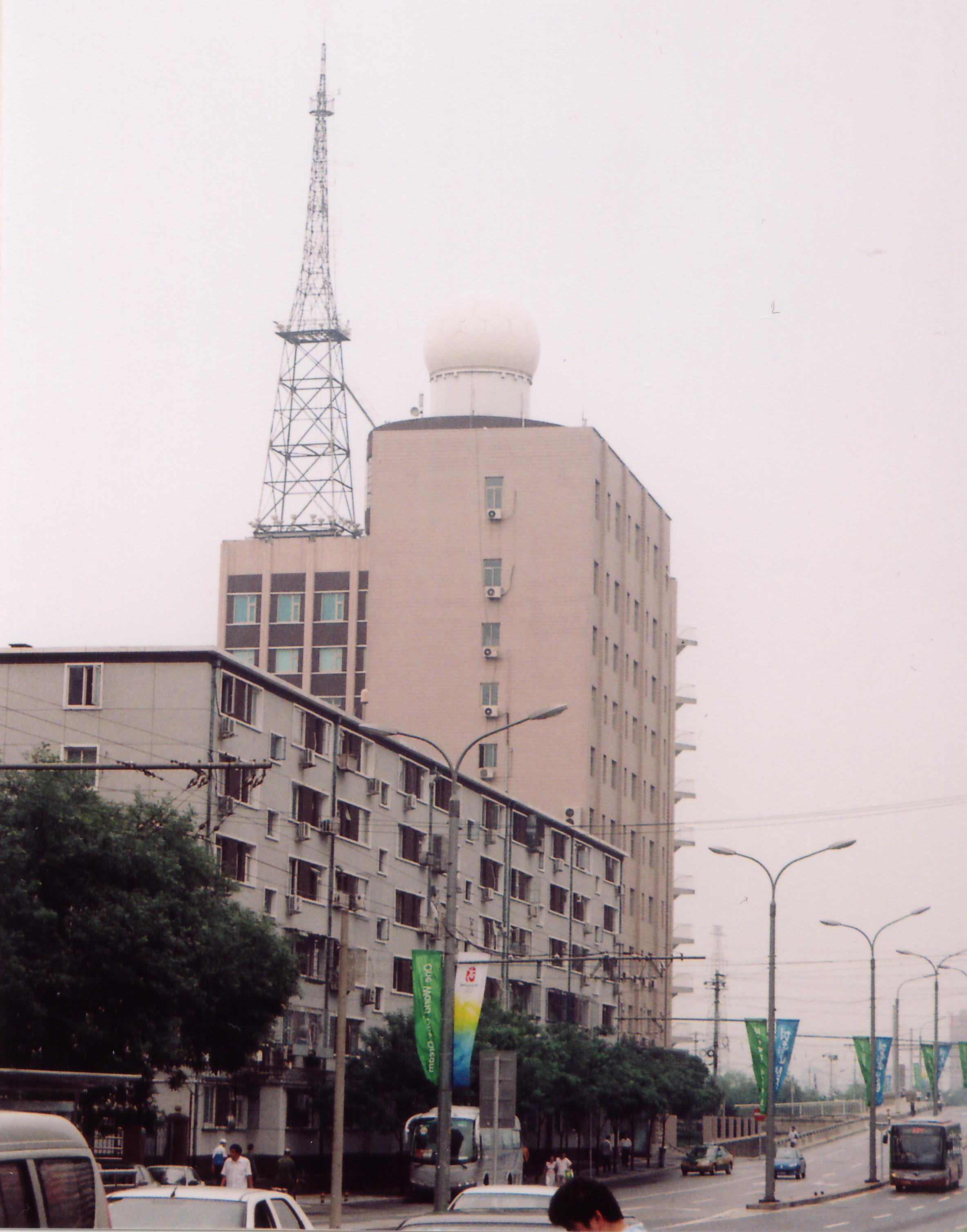
Das Pekinger Wetteramt (Provinzebene). Unter dem Radom befand sich ein Wetterradar vom Typ 713 (heute außer Betrieb).

Die Volksrepublik China mit ihrer Landfläche von 9,6 Millionen Quadratkilometern und einem Seegebiet von 4,7 Millionen Quadratkilometern erstreckt sich über fünf Klimazonen, rund 400 Millionen der 1,4 Milliarden Einwohner leiden jedes Jahr unter Wetterereignissen wie Taifunen, Starkregen und Dürre, die pro Jahr zu einem wirtschaftlichen Schaden von 1 % – 3 % des Bruttoinlandsprodukts führen. Daher verfügt das Chinesische Amt für Meteorologie über ein breites Netz von lokalen Wetterämtern. Stand 2020 gibt es 31 Wetterämter auf Provinzebene, die unter anderem für die Zuordnung der Taifun-Warnstufen zuständig sind, 333 Wetterämter auf Bezirksebene und 2175 auf Kreisebene. 6 % des Personals der Behörde arbeitet in der Pekinger Zentrale, 24 % auf Provinzebene, 33 % auf Bezirksebene und 37 % auf Kreisebene.
Insgesamt gibt es 14 Wetterereignisse, vor denen gewarnt wird:
- Taifun
- Starkregen
- Schneesturm
- Kältewelle
- Sturm
- Sandsturm
- Hitzewelle
- Dürre
- Gewitter
- Hagel
- Reif
- Schwerer Nebel
- Smog
- Glatteis

Es gibt vier Warnstufen, von Blau (niedrig) über Gelb und Orange bis Rot (hoch). Je nach örtlichen Gegebenheiten geben die Wetterämter auf Kreisebene auch Warnungen bei Waldbrandgefahr od. ähnl. heraus.
Direkt der Hauptverwaltung untergeordnet sind folgende Dienststellen:
- Nationales Wetterzentrum, vormals Zentrales Meteorologisches Observatorium (国家气象中心)
- Nationales Klimazentrum (国家气候中心)
- Nationales Zentrum für Satellitenmeteorologie (国家卫星气象中心)
- Nationales Zentrum für meteorologische Informationen (国家气象信息中心)[23]
- Zentrum für meteorologische Forschung (气象探测中心)
- Zentrum für öffentliche Wettervorhersagen (公共气象服务中心)[24]
- Chinesische Akademie für Meteorologie (中国气象科学研究院)
- Fortbildungsakademie für meteorologische Kader, vormals Meteorologische Akademie Peking (气象干部培训学院)[25]
- Zentrum für Vermögensverwaltung (资产管理事务中心)
- Dienstleistungszentrum für Behörden (机关服务中心)
- Zentrum für populärwissenschaftliche Aufklärung über Meteorologie (气象宣传与科普中心)[26]
- Chinesische Zeitschrift für Meteorologie (中国气象报社)[27]
- Meteorologischer Verlag (气象出版社)
- Sekretariat der meteorologischen Gesellschaft Chinas (中国气象学会秘书处)
- Huayun Meteorologietechnik (中国华云气象科技集团公司)[28]
- Huafeng meteorologische Medien GmbH (华风气象传媒集团有限责任公司)[29]

Ende 2019 verfügte das Chinesische Amt für Meteorologie über 7 Atmosphärenbeobachtungsstationen zur Ermittlung des Gehalts von Ozon, CO2 etc.,
24 Klimaobservatorien, 212 klimatologische Bezugspunktstationen, 626 meteorologische Observatorien, 9874 meteorologische Beobachtungsstationen, 1279 meteorologische Beobachtungsstationen für praktische Anwendungen wie Land- und Forstwirtschaft, Luftfahrt oder Meersalzanlagen, 120 Hochatmosphären-Beobachtungsstationen, 216 Wetterradar-Stationen, 56 Weltraumwetter-Beobachtungsstationen und 7 aktive Wettersatelliten der Fengyun-Serie. Damit gelang es im Laufe des Jahres 2019 bei der 24-Stunden-Vorhersage mit einer Präzision von 87,9 % Regenwetter vorherzusagen, Warnungen vor Starkregen wurden mit einer Präzision von 89 % herausgegeben. Der Fehler bei der Vorhersage des Wegs von Taifunen auf 24 Stunden lag bei durchschnittlich 75 km. Zum Vergleich: Japan und die USA erreichten hier im selben Zeitraum nur eine Präzision von 81 km.
Am 17. November 2021 gründete das Amt für Meteorologie zusammen mit der Zivilen Luftfahrtbehörde der Volksrepublik China und dem Bundesamt für Hydrometeorologie und Umweltbeobachtung Russlands (Roshydromet) ein gemeinsames Weltraumwetter-Zentrum in Peking.